# Роузмери Девит
Роузмери Бредок Девит (енгл. Rosemarie Braddock DeWitt; Њујорк, 26. октобар 1971) је америчка глумица позната по улогама Емили Лејман у Фоксовој криминалистичкој драми Мртва тачка и Шармејн Крејн у серији Уједињене Државе Таре. За улоге у драмама независне продукције Рејчел се удаје и Сестра твоје сестре била је номинована за награду Спирит у категорији Најбоља глумица у споредној улози.